# Gieorgij Wasiljew
Gieorgij Nikołajewicz Wasiljew, ros. Георгий Николаевич Васильев (ur. 13 listopada?/25 listopada 1899 w Wołogdzie, zm. 18 czerwca 1946 w Lublanie) – radziecki reżyser i scenarzysta filmowy. Tworzył głównie epickie filmy o tematyce wojennej i rewolucyjnej.
Uczył się w Warszawskim Instytucie Technologicznym i w studiu teatralnym Iłłariona Piewcowa. Od 1923 był krytykiem filmowym, a od 1924 montażystą w studiu im. Gorkiego. W latach 1928–1943 współreżyserował kilka filmów razem z Siergiejem Wasiljewem (ich reżyserski tandem mylnie znany był jako "bracia Wasiljew" -  w rzeczywistości nie byli spokrewnieni). Największym sukcesem dwojga reżyserów był epicki dramat o czasach rewolucji Czapajew (1934). Film zapoczątkował modę w kinie radzieckim na dramaty biograficzne. Za filmy Czapajew i Obrona Carycyna otrzymał Nagrodę Stalinowską I stopnia w 1941 i 1942. Był także odznaczony Orderem Lenina (1935) i Orderem Czerwonej Gwiazdy (1944, za filmy Obrona Carycyna i Front).
Zmarł niedługo po wojnie na gruźlicę w wieku 46 lat w sanatorium Golnik w Lublanie, został pochowany na Cmentarzu Nowodziewiczym w Moskwie.